# Nowinka (gmina)
Nowinka (do 1954 gmina Szczebro-Olszanka) – gmina wiejska w województwie podlaskim, w powiecie augustowskim. W latach 1975–1998 gmina położona była w województwie suwalskim.
Siedziba gminy to Nowinka.
Według danych z 30 czerwca 2008 gminę zamieszkiwało 2827 osób.

## Struktura powierzchni
Według danych z roku 2002 gmina Nowinka ma obszar 203,84 km², w tym:
- użytki rolne: 27%
- użytki leśne: 61%

Gmina stanowi 12,29% powierzchni powiatu.

## Demografia

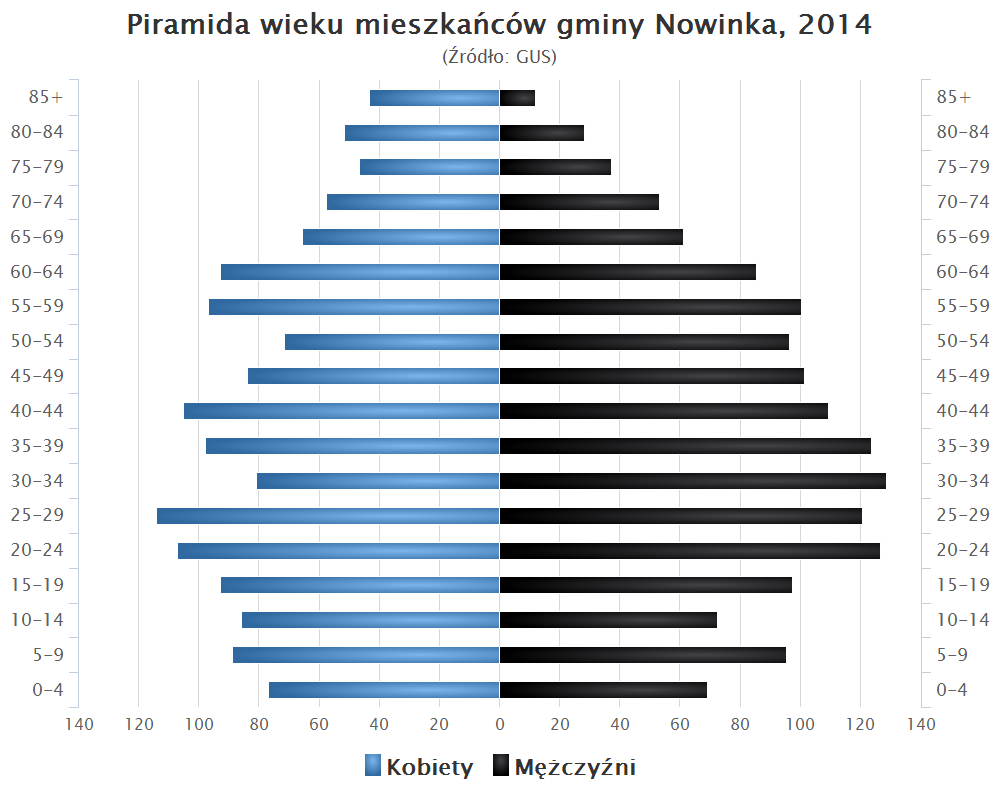
Piramida wieku mieszkańców gminy Nowinka w 2014 roku

Dane z 30 czerwca 2008:
| Opis                              | Ogółem | Ogółem | Kobiety | Kobiety | Mężczyźni | Mężczyźni |
| --------------------------------- | ------ | ------ | ------- | ------- | --------- | --------- |
| jednostka                         | osób   | %      | osób    | %       | osób      | %         |
| populacja                         | 2827   | 100    | 1384    | 48,96   | 1443      | 51,04     |
| gęstość zaludnienia (mieszk./km²) | 13,87  | 13,87  | 6,79    | 6,79    | 7,08      | 7,08      |

## Sołectwa
Ateny, Barszczowa Góra, Bryzgiel, Cisówek, Danowskie, Gatne Drugie, Gatne Pierwsze, Józefowo, Juryzdyka, Kopanica, Krusznik, Monkinie, Nowinka, Olszanka, Osińska Buda, Pijawne Polskie, Pijawne Ruskie, Podkrólówek, Podnowinka, Sokolne, Strękowizna, Szczeberka, Szczebra, Szczepki, Tobołowo, Walne.

## Pozostałe miejscowości
Ateny (osada), Blizna, Blizna (osada), Busznica, Nowinka (osada leśna), Pijawne, Podnowinka (osada), Powały, Szczebra (osada leśna), Szczepki (SIMC 0762833), Szczepki (SIMC 1010845), Zakąty.

## Sąsiednie gminy
Augustów (gmina wiejska), Augustów (miasto), Giby, Krasnopol, Płaska, Raczki, Suwałki (gmina wiejska)